# Yovel Zoosman
Yovel Zoosman (in ebraico יובל זוסמן‎?; Kfar Saba, 12 maggio 1998) è un cestista israeliano.

## Carriera
Con Israele ha disputato i Campionati europei del 2022.

## Palmarès

### Squadra
- Campionato israeliano: 4

Maccabi Tel Aviv: 2017-2018, 2018-2019, 2019-2020, 2020-2021
- Campionato tedesco: 1

Alba Berlino: 2021-2022
- Coppa di Israele: 3

Maccabi Tel Aviv: 2015-2016, 2020-2021
Hapoel Gerusalemme: 2024
- Coppa di Germania: 1

Alba Berlino: 2021-2022
- Coppa di Lega israeliana: 4

Maccabi Tel Aviv: 2015, 2017, 2020
Hapoel Gerusalemme: 2023

### Individuale
- Ligat ha'Al migliore difensore: 1

Maccabi Tel Aviv: 2019-20
- MVP Coppa di Israele: 1

Maccabi Tel Aviv: 2020-21